# Svante Nilsson Stures krig mod Danmark
Svante Nilsson Stures krig mod Danmark var en krig, som blev udkæmpet i årene 1504-1512 mellem svenske modstandere af Kalmarunionen og Danmark.

## Baggrund
Svante Nilsson (Sture) blev valgt til rigsforstander den 21. januar 1504, efter at Sten Sture den ældre var død i slutningen af året 1503. Sverige befandt sig da i krig med Danmark, og den danske konge Hans havde mistet den svenske krone i 1501.

## Krigens forløb

### Årene 1504-1505
Svante Nilsson opstillede en hær, som marcherede mod Kalmar slot, der blev styret af Nils Giedde. Dele af hæren blev sendt til Öland for at belejre Borgholms slot. Efter forhandlinger blev indgået en våbenhvile den 18. maj 1504, som skulle gælde til otte dage efter midsommer i året 1505, hvor nye forhandlinger skulle ske.
Da svenskerne ikke mødte op til forhandlingsmødet i juni 1505, begyndte nye krigshandlinger. Danske skibe hærgede langs den svenske kyst, og svenske handelsskibe blev kaprede. Svenskerne vandt et søslag mod danskerne.

### Årene 1506-1507
I begyndelsen af 1506 oprustede Sverige. Kalmar var under våbenstilstanden kommet på danske hænder, og det primære mål for Sverige var at erobre byen. Hæren manglede imidlertid forsyninger, og den smålandske almue ville ikke støtte den, eftersom Gadh ikke kunne garantere, at angrebet ville blive kortvarigt. I efteråret lykkedes det for Gadh at få nogle bønder fra Möre til at deltage i et angreb på Kalmar, som blev indledt natten til den 23. oktober 1506. Efter hårde kampe blev byen erobret i morgenstunden af svenskerne.
Under ledelse af Åke Hansson gennemførtes i 1506 operationer mod Skåne, Halland og Blekinge, hvorved blandt andet Halmstad og Laholm blev afbrændte.
I juli 1507 angreb den danske flåde under ledelse af Søren Norby, Kastelholm på Åland, som blev erobret og afbrændt, ligesom høvedsmanden Sten Turesson Bielke blev taget til fange. I slutningen af året blev Nya Lödöse afbrændt af Henrik Krummedige.

### Årene 1508-1509
I februar 1508 gik svenske tropper ind i Skåne og afbrændte Væ. Som følge af krigstræthed og en af krigen forringet handel blev forhandlere sendt til København for at få "ett par års andrum". Resultatet blev en kort våbenhvile, og kong Hans tilbød at afstå den svenske krone. Til gengæld skulle svenskerne betale en årlig erstatning til Hans.
Våbenhvilen blev forlænget, men i august 1509 angreb Otte Rud (de) Åbo, hvorefter Roslagen blev hærget. Den 17. august 1509 blev der indgået en fredsaftale i København, ved hvilken svenskerne accepterede at betale en årlig tribut til Hans. Det lykkedes ikke svenskerne at få danskerne til at afstå Kalmar og Borgholm.

### Årene 1510-1511 – Forbund med Lübeck
Som følge af Otto Ruds hærgninger og at Lübeck byttede side bestemte svenskerne sig for at genoptage krigen med fornyet kraft, og i august 1510 rykkede en styrke under Åke Hansson ind i Skåne. Den 27. august mødte styrken en dansk styrke ved Fante Håla. Åke Hansson blev under kampene ramt af et spyd og døde.
Svenskerne indgik i slutningen af september 1510 et forbund med Lübeck, som medførte, at det danske overherredømme til søs gik tabt. Svenskerne angreb Kalmar slot i slutningen af august, og med hjælp fra lübeckerne blev Borgholm og Öland erobrede.
I januar 1511 rykkede kong Hans ind i Västergötland fra Norge. De svenske styrker, under ledelse af Sten Sture den yngre, trak sig tilbage til Värmland. Kong Hans' tropper belejrede Läckö slot, brandskattede Skara, drog mod Jönköping og kom den 2. februar tilbage til Halmstad.
I foråret 1511 genoptog danskerne kampene til søs, og de svenske kyster blev hærgede. I slutningen af året foreslog Lübeck danskerne en våbenhvile. Det svenske rigsråds modstand mod Svante Nilsson blev hårdere, og de krævede hans tilbagetræden. Svente Nilsson døde den 2. januar 1512.